# Assemblée législative de Bahia
L'Assemblée législative de Bahia (en portugais : Assembleia Legislativa da Bahia, en abrégé  ALBA) est le parlement ou la législature monocamérale de l'État brésilien de Bahia, un des États fédérés formant la république fédérative du Brésil.
L'Assemblée siège actuellement dans le Palacio Luís Eduardo Magalhães du Centre administratif de Bahia (Centro Administrativo da Bahia, CAB (pt) ) de Salvador, capitale de l'État de Bahia.
EIle compte 63 députés d'État (deputados estaduais) élus au scrutin proportionnel.
Pour la législature 2023-2027, elle est présidée par Adolfo Menezes . Le chef de l'opposition est Alan Sanches .

## Histoire
L'histoire du pouvoir législatif de Bahia a commencé avec le conseil général de la province en 1828 ; il comptait 21 membres et avait uniquement pour fonction de proposer des lois à l'Assemblée générale de l'empire du Brésil.
En 1835, l'Assemblée provinciale est effectivement créée: de la première à la onzième législature, l'Assemblée a fonctionné dans le Couvent des Carmes de Salvador, et en 1858 elle a commencé à fonctionner dans une annexe municipale.
À partir de 1891, l'assemblée est devenue un système bicaméral où fonctionnaient la Chambre et le Sénat, dans différents bâtiments. En 1947, sous la dictature de Getúlio Vargas et le régime Estado Novo (1937-1945), le corps législatif est redevenu monocaméral et il l'est resté.

## Distinctions
L'Assemblée législative de Bahia décerne le titre de "Citoyen méritant de la liberté et de la justice sociale João Mangabeira (CBJM)"